# Al-Bashaer SC
Der al-Bashaer Sports Club (arabisch نادي البشائر الرياضي, DMG Nādī l-Bašāʾir ar-riyāḍī), auch nur al-Bashaer genannt, ist ein omanischer Sportklub mit Sitz in der Stadt Adam innerhalb des Gouvernements ad-Dachiliyya.

## Stadion
Seine Heimspiele trägt der Verein im Nizwa Sports Complex in Nizwa aus. Das Stadion hat ein Fassungsvermögen von 14.400 Personen.